# (14969) Willacather
(14969) Willacather est un astéroïde de la ceinture principale.

## Description
(14969) Willacather est un astéroïde de la ceinture principale. Il fut découvert le 28 août 1997 à Lime Creek par Robert Linderholm. Il présente une orbite caractérisée par un demi-grand axe de 2,29 UA, une excentricité de 0,14 et une inclinaison de 3,4° par rapport à l'écliptique.

## Compléments